# Marcian z Tortony
Svatý Marcian (Marciano, Marziano, Marcianus) z Tortony (*?; zem. 117/120), je tradicí označován za prvního biskupa Tortony, tento úřad měl zastávat po 45 let.

## Legenda
Tradice říká, že byl narozen do pohanské rodiny, skrze svatého Barnabáše se obrátil na víru a následně jeho křesťanství potvrdil svatý Syrus, biskup v Pavii. Podle legendy se ještě jako pohan setkal v Tortoně se svatým Secundem z Asti. Toto setkání mělo výrazně ovlivnit jeho rozhodnutí stát se křesťanem. Pro svoji víru měl být údajně ukřižován.
Ohledně data jeho smrti panují neshody. Některé zdroje říkají, že k tomu došlo v roce 117, za vlády císaře Trajana. Jiné uvádějí rok 120 za vlády císaře Hadriana.

## Marcian jako historická osoba
Marcian z Tortony bývá někdy ztotožňován s Marcianem z Raveny. Dokumenty z 8. století jeho biskupský episkopát potvrzují. Walafrid Strabo v 9. století v reakci na stavbu kostela k uctění památky světce označuje Marciana za prvního tortonského biskupa a mučedníka. Jeho ostatky nalezené snad svatým Inocencem I., biskupem v Brescii ve 4. století na břehu řeky Scrivie, se nyní nacházejí v katedrále v Tortoně. Jeho prst je uchováván v Genole, jejímž je také patronem.

## Marcian jako patron
Svatý Marcian z Tortony je patronem měst Tortony a Genola. Jeho svátek se slaví 6. dubna a jeho atributem je palmová ratolest.